# Platygaster praecox
Platygaster praecox är en stekelart som beskrevs av Peter Neerup Buhl 1999. Platygaster praecox ingår i släktet Platygaster och familjen gallmyggesteklar. Inga underarter finns listade i Catalogue of Life.